# 检讨
检讨又稱自我批評，是指一个人否定自己所做所為的一種行為。根據心理学特质理论的觀點，一個人如果過於頻繁的检讨，則表明這個人比較消极，而且其對自我的認識也比較混亂。 頻繁的检讨甚至与重性抑鬱疾患都有一定的關聯。 

## 參看
- 自我關愛